# تور (وحدة)
مِلّيمِتر أو التور (بالإنجليزية: Torr)‏ نسبة إلى الفيزيائي الإيطالي إفنجليلستا تورتشيلي ويسمى أيضاً بـالسنتيمتر الزئبقي (بالإنجليزية: Centimeter of mercury)‏ ؛ وهو وحدة من وحدات قياس الضغط. يرمز له بـ: cmHg. ويساوي 76 من السنتيمتر من الزئبق 101325 من الباسكال. وبتعبير رياضي: Pa; 76cmHg = 101325 Pa هو رمز الباسكال. والباسكال هي الوحدة العالمية لقياس الضغط.
يبلغ الضغط الجوي = 760 مليمتر زئبق.
|                                | باسكال (Pa)  | بار (bar)      | ضغط جوي تقني (at) | ضغط جوي (atm) | ميلليمتر زئبق (Torr) | باوند ثقلي في البوصة المربعة (psi) |
| ------------------------------ | ------------ | -------------- | ----------------- | ------------- | -------------------- | ---------------------------------- |
| 1 باسكال                       | ≡ 1 نيوتن/م2 | 10−5           | 1.0197×10−5       | 9.8692×10−6   | 7.5006×10−3          | 145.04×10−6                        |
| 1 بار                          | 100,000      | ≡ 106 داين/سم2 | 1.0197            | 0.98692       | 750.06               | 14.5037744                         |
| 1 ضغط جوي تقني                 | 98,066.5     | 0.980665       | ≡ 1 كجم ق/سم2     | 0.96784       | 735.56               | 14.223                             |
| 1 ضغط جوي                      | 101,325      | 1.01325        | 1.0332            | ≡ 1 ضغط جوي   | 760                  | 14.696                             |
| 1 ميلليمتر زئبق                | 133.322      | 1.3332×10−3    | 1.3595×10−3       | 1.3158×10−3   | 1ميلليمتر زئبق=1Torr | 19.337×10−3                        |
| 1 باوند ثقلي في البوصة المربعة | 6,894.76     | 68.948×10−3    | 70.307×10−3       | 68.046×10−3   | 51.715               | ≡ 1 psi                            |

1 باسكال ≡ 1 نيوتن/م2 ≡ 1 جول/م3 ≡ 1 كجم/(م1·ثانية2)≡ 10−5 بار   ≡ 10.197×10−6 ضغط جوي   ≡ 9.8692×10−6 ضغط جوي تقني 
هؤلاء الرجال.. تم تسمية اختراعاتهم واكتشافاتهم باسمائهم وهم:
-امبير.. وحدة قياس شدة التيار الكهربائي وهو امورنى مارى امبير " 1775 -1836 " فرنسى الجنسية.
-كولوم.. وحدة قياس كمية التيار ويرجع إلى شارلز أو ***ين كولوم " 1736 - 1806 " وهو فرنسى الجنسية.
-فاراد.. وحدة قياس السعة الكهربائية وتعود إلى ميشيل فارادى " 1791 - 1861 " وهو انجليزى الجنسية.
-هورتز.. وحدة قياس التردد وترجع إلى هنريك رودلف هورتز " 1957 - 1892 " وهو المانى الجنسية.
-نيوتن.. وحدة قياس الجاذبية وترجع إلى السير اسحق نيوتن " 1642 - 1727 " وهو انجليزى الجنسية.
-باسكال.. وحدة قياس الضغط وترجع إلى بليز باسكال " 1623 - 1662 " وهو عالم فرنسى وابتكر أيضا المثلث الرياضى المعروف باسم «مثلث باسكال».
-وات.. وحدة قياس الطاقة وهي تعود إلى جيمس وات "1736 - 1827 " وهو اسكتلندى الجنسية.
-وبر.. وحدة قياس الجذب المغناطيسى ويرجع إلى مكتشفه ولهام ادورد وبر العالم الالمانى "1804 - 1891 ".